# Liga LEB Oro 2016-2017
La Liga LEB Oro 2016-2017 è stata la 61ª edizione della seconda divisione spagnola di pallacanestro maschile. La 10ª edizione con il nome LEB Oro.

## Squadre partecipanti
| Squadra                            | Città                 | Regione             |
| ---------------------------------- | --------------------- | ------------------- |
| RETAbet.es GBC                     | San Sebastián         | Paesi Baschi        |
| Club Melilla Baloncesto            | Melilla               | Melilla             |
| Cafés Candelas Breogán             | Lugo                  | Galizia             |
| San Pablo Inmobiliaria Burgos      | Burgos                | Castiglia e León    |
| Quesos Cerrato Palencia            | Palencia              | Castiglia e León    |
| Magia Huesca                       | Huesca                | Aragona             |
| Actel Força Lleida                 | Lleida                | Catalogna           |
| Calzados Robusta                   | Logroño               | La Rioja            |
| Ourense Provincia Termal           | Ourense               | Galizia             |
| Leyma Básquet Coruña               | La Coruña             | Galizia             |
| Unión Financiera Baloncesto Oviedo | Oviedo                | Asturie             |
| Club Bàsquet Prat                  | El Prat de Llobregat  | Catalogna           |
| Palma Air Europa                   | Palma di Maiorca      | Baleari             |
| Cáceres Patrimonio de la Humanidad | Cáceres               | Estremadura         |
| TAU Castelló                       | Castellón de la Plana | Comunità Valenciana |
| Barcelona Lassa B                  | Sant Joan Despí       | Catalogna           |
| Club Baloncesto Marín Peixegalego  | Marín                 | Galizia             |
| Sáenz Horeca Araberri              | Vitoria               | Paesi Baschi        |

## Classifica finale
| #  | Teams                              | P  | V  | P  | PF   | PS   | Pt | Qualificate   |
| -- | ---------------------------------- | -- | -- | -- | ---- | ---- | -- | ------------- |
| 1  | RETAbet.es GBC                     | 34 | 25 | 9  | 2598 | 2468 | 59 | Promozione    |
| 2  | Cafés Candelas Breogán             | 34 | 24 | 10 | 3030 | 2737 | 58 | Playoff       |
| 3  | San Pablo Inmobiliaria Burgos      | 34 | 24 | 10 | 2787 | 2555 | 58 | Playoff       |
| 4  | Unión Financiera Baloncesto Oviedo | 34 | 22 | 12 | 2741 | 2603 | 56 | Playoff       |
| 5  | Quesos Cerrato Palencia            | 34 | 22 | 12 | 2779 | 2680 | 56 | Playoff       |
| 6  | Leyma Básquet Coruña               | 34 | 20 | 14 | 2748 | 2695 | 54 | Playoff       |
| 7  | Club Melilla Baloncesto            | 34 | 19 | 15 | 2642 | 2548 | 53 | Playoff       |
| 8  | Palma Air Europa                   | 34 | 19 | 15 | 2708 | 2669 | 53 | Playoff       |
| 9  | Ourense Provincia Termal           | 34 | 18 | 16 | 2586 | 2557 | 52 | Playoff       |
| 10 | Actel Força Lleida                 | 34 | 18 | 16 | 2612 | 2589 | 52 |               |
| 11 | Cáceres Patrimonio de la Humanidad | 34 | 14 | 20 | 2568 | 2766 | 48 |               |
| 12 | Sáenz Horeca Araberri              | 34 | 14 | 20 | 2664 | 2706 | 48 |               |
| 13 | Club Bàsquet Prat                  | 34 | 13 | 21 | 2626 | 2757 | 47 |               |
| 14 | Barcelona Lassa B                  | 34 | 13 | 21 | 2538 | 2606 | 47 |               |
| 15 | TAU Castelló                       | 34 | 12 | 22 | 2706 | 2779 | 46 |               |
| 16 | Magia Huesca                       | 34 | 11 | 23 | 2453 | 2623 | 45 |               |
| 17 | Calzados Robusta                   | 34 | 10 | 24 | 2614 | 2743 | 44 | Retrocessione |
| 18 | Club Baloncesto Marín Peixegalego  | 34 | 8  | 26 | 2479 | 2798 | 42 | Retrocessione |

## Copa Princesa de Asturias
Alla fine del girone di andata, le prime due squadre classificate si sfidano per la Copa Princesa de Asturias in casa della vincitrice del girone di andata. Il vincitore della coppa giocherà gli eventuali play-off con il miglior posizionamento se terminerà la stagione tra la seconda e la quinta posizione. La Coppa è stata disputata il 27 gennaio.

### Squadre qualificate
| # | Squadre                            | G  | V  | P | PF   | PS   | Pt |
| - | ---------------------------------- | -- | -- | - | ---- | ---- | -- |
| 1 | Unión Financiera Baloncesto Oviedo | 17 | 13 | 4 | 1267 | 1030 | 30 |
| 2 | San Pablo Inmobiliaria Burgos      | 17 | 12 | 5 | 1251 | 1076 | 29 |

### Partita
| Oviedo 27 gennaio 2017, ore 18:00 UTC+1 | Oviedo     | 80 – 77 (27-18, 42-33, 59-57) referto                                                                           | S.P. Burgos | Polideportivo de Pumarín |
| \| \| \| \| \| Löfberg 18 \| Punti \| 19 Vega \| \| Sans 7 \| Assist \| 3 Soluade \| \| Hernández-Sonseca 10 \| Rimbalzi \| 8 Huskić \| \| 8 Löfberg• 10 Salvó• 11 Rodríguez• 13 dos Anjos• 15 Sans 4 Barro• 6 C. Martínez• 7 Santana• 9 Pérez Ramos• 12 Jesperson• 14 Hernández-Sonseca \| Formazioni \| 1 Brine• 6 Soluade• 10 Vega• 23 Huskić• 25 López 3 Steinarsson• 8 Cabanas• 9 Barrera• 12 García• 15 E. Martínez \| \| Carles Marco \| Allenatori \| Diego Epifanio \| |            | |             |                          |
| |            | |             |                          |
| Löfberg 18 | Punti      | 19 Vega |             |                          |
| Sans 7 | Assist     | 3 Soluade |             |                          |
| Hernández-Sonseca 10 | Rimbalzi   | 8 Huskić |             |                          |
| 8 Löfberg• 10 Salvó• 11 Rodríguez• 13 dos Anjos• 15 Sans 4 Barro• 6 C. Martínez• 7 Santana• 9 Pérez Ramos• 12 Jesperson• 14 Hernández-Sonseca | Formazioni | 1 Brine• 6 Soluade• 10 Vega• 23 Huskić• 25 López 3 Steinarsson• 8 Cabanas• 9 Barrera• 12 García• 15 E. Martínez |             |                          |
| Carles Marco | Allenatori | Diego Epifanio                                                                                                  |             |                          |

## Play-off
|  | Quarti di finale | Quarti di finale | Quarti di finale | Quarti di finale | Quarti di finale | Quarti di finale | Quarti di finale |  |  | Semifinali  | Semifinali  | Semifinali  | Semifinali  | Semifinali  | Semifinali  | Semifinali |    |    | Finale   | Finale   | Finale   | Finale   | Finale | Finale | Finale |  |
|  |                  |                  |                  |                  |                  |                  |                  |  |  |             |             |             |             |             |             |            |    |    |          |          |          |          |        |        |        |  |
|  | 4                | Oviedo           | Oviedo           | 85               | 78               | 73               | 74               |  |  |             |             |             |             |             |             |            |    |    |          |          |          |          |        |        |        |  |
|  | 9                | Ourense          | Ourense          | 92               | 60               | 39               | 66               |  |  | Oviedo      | Oviedo      | Oviedo      | 74          | 74          | 70          | 71         |    |    |          |          |          |          |        |        |        |  |
|  | 5                | Palencia         | 84               | 92               | 94               | 106              | 83               |  |  | Palencia    | Palencia    | Palencia    | 76          | 68          | 81          | 86         |    |    |          |          |          |          |        |        |        |  |
|  | 6                | Coruña           | 88               | 80               | 104              | 101              | 77               |  |  |             |             |             |             |             |             |            |    |    | Palencia | Palencia | Palencia | Palencia | 79     | 82     | 85     |  |
|  | 2                | Breogán          | 77               | 94               | 58               | 100              | 73               |  |  |             |             | S.P. Burgos | S.P. Burgos | S.P. Burgos | S.P. Burgos | 80         | 90 | 86 |          |          |          |          |        |        |        |  |
|  | 8                | Palma            | 65               | 99               | 64               | 90               | 71               |  |  | Breogán     | Breogán     | Breogán     | Breogán     | 80          | 79          | 81         |    |    |          |          |          |          |        |        |        |  |
|  | 3                | S.P. Burgos      | S.P. Burgos      | S.P. Burgos      | 79               | 82               | 91               |  |  | S.P. Burgos | S.P. Burgos | S.P. Burgos | S.P. Burgos | 93          | 88          | 92         |    |    |          |          |          |          |        |        |        |  |
|  | 7                | Melilla          | Melilla          | Melilla          | 78               | 76               | 76               |  |  |             |             |             |             |             |             |            |    |    |          |          |          |          |        |        |        |  |

## Verdetti
- Promozioni in Liga ACB: RETAbet.es GBC e San Pablo Inmobiliaria Burgos
- Retrocessioni in LEB Plata: Calzados Robusta e Club Baloncesto Marín Peixegalego